# Periploma affine
Periploma affine är en musselart som beskrevs av Addison Emery Verrill och Katharine Jeanette Bush 1898. Periploma affine ingår i släktet Periploma och familjen Periplomatidae. Inga underarter finns listade i Catalogue of Life.